# TUIfly Nordic
TUIfly Nordic er et flyselskab fra Sverige. Selskabet er ejet af den internationale rejsekoncern TUIs datterselskab TUI Travel, og har hovedkontor på Söder Mälarstrand i Stockholm. TUIfly Nordic blev etableret i 1985 under navnet Transwede Airways, og hed indtil 2006 Britannia Nordic.
Flyselskabet opererede i september 2013 udelukkende charterflyvninger for de nordiske rejsearrangører i TUI-koncernen, – Star Tour, Fritidsresor og Finnmatkat. Flyflåden bestod af ni fly, hvoraf der var syv eksemplarer af Boeing 737-800 og to Boeing 767 som med 328 passagersæder var det største fly i flåden. Gennemsnitsalderen var 8,5 år.

## Historie
Selskabet blev oprindeligt grundlagt i 1985 som charterselskabet Transwede Airways. I 1996 købte den svenske rejsearrangør Fritidsresor hele charterdivisionen i Transwede, og navngav det Blue Scandinavia. Britannia Airways overtog i 1998 kontrollen med Blue Scandinavia, efter at Fritidsresor var blevet købt af den britiske koncern Thomson. Flyselskabet blev her efter omdøbt til Britannia AB og senere som Britannia Nordic. Tyske Preussag (senere TIU) købte Thomson-koncernen i 2000.
Flyselskabet blev i november 2005 omdøbt til Thomsonfly, og i maj 2006 skiftede TUIfly Nordic navn til det nuværende.